# Redstone
USA's Redstoneraket er kendt for at sende de første amerikanere op i rummet og blev fremstillet af Chrysler. Redstone var en direkte videreudvikling af det tyske A4 missil og blev ligeledes udviklet af Wernher von Braun fra ABMA (Army Ballistic Missile Agency) som et SRBM til at bære et 3,5 Mt sprænghoved fra baser i Vesttyskland. Missilet blev benævnt PGM-11, hvilket betød at det blev opsendt fra åbne, stationære ramper. Der var en uoverensstemmelse imellem USA's hær og luftvåben angående atommissiler: US Army mente at raketterne blot var langtrækkende artilleri mens USAF mente at de havde monopol på at atombombe Sovjetunionen.
Redstoneraketter opsendte USA's første vellykkede satellitter i Explorerprogrammet under navnet Jupiter-C. Wernher von Braun havde også udviklet PGM-19 Jupiter-missilet til den amerikanske flåde men det blev overtaget af USAF og opstillet i Italien og Tyrkiet. For at undgå forvekslinger i fremtiden blev Jupiter-C retrospektivt omdøbt til Juno I i satellitudgaven. For at fuldende forvirringen blev Jupitermissilet brugt til at opsende Pioneer 3 og 4 til Månen som Juno II.
Redstoneraketten er opkaldt efter US Army Redstone Arsenal i Huntsville, Alabama (senere kaldet Marshall Space Flight Center).

## Første trin
25 m højt, vejede 29,9 tons og brugte alkohol og flydende ilt. Rocketdyne A-7 brændte i 155 sekunder. Redstonemissilet havde en rækkevidde på 320 km.

## Juno I/Jupiter-C
I toppen havde Juno I to ringe af Thiokol Sergeant-faststofraketter: yderst elleve raketter (220 kg), inderst tre raketter (64 kg) og integreret med Explorersatellitten én Sergeant-raket (14 kg). De tre grupper affyres med 6,5 sekunder til hver gruppe. Juno I kunne opsende 11 kg til en lav jordbane.
- 1. februar 1958 – Explorer 1, opdager Van Allenbælterne.
- 5. marts 1958 – Explorer 2, mislykket opsendelse.
- 26. marts 1958 – Explorer 3, opmåler strålingsbælterne.
- 26. juli 1958 – Explorer 4, opmåler strålingsbælterne.
- 24. august 1958 – Explorer 5, mislykket opsendelse.

## Mercury-Redstone
- 21. november 1960 – MR-1, utilsigtet affyring af redningstårnet.
- 19. december 1960 – MR-1A, ubemandet suborbital flyvning med Mercury-fartøjet.
- 31. januar 1961 – MR-2, chimpansen Ham på suborbital flyvning.
- 24. marts 1961 – MR-BD (Booster Development), afprøvning af forbedringer efter Hams flyvning.
- 5. maj 1961 – MR-3 Freedom 7, Alan Shepard på suborbital flyvning.
- 21. juli 1961 – MR-4 Liberty Bell 7, Virgil Grissom på suborbital flyvning.